# 博罗特 (哈萨克)
博罗特（18世纪？—1809年），哈萨克汗国右翼的汗，阿布勒班毕特的长子。
1769年，其父阿布勒班毕特去世，他承袭汗位。1772年冬，他派遣阿克太里克和侄子卓勒齐到北京向清朝乾隆帝朝觐，受到清朝朝廷的厚加赏赐。